# デヴィッド・ブラウン (ギタリスト)
デヴィッド・ユージン・ブラウン  （David Eugene Brown, ）は、アメリカのロックギタリスト。

## 人物
グロスター出身。ビリー・ジョエルの作品の多くに参加した事で知られ、長年ビリーのバンドメンバーとして活躍した。同じくバンドでギターを担当したラッセル・ジェイヴァースがリズムギターだったのに対して、ブラウンはリードギターを担当した。
初めてビリー・ジョエルのレコーディングに参加したのは、『ニューヨーク52番街』で、それまでギタリストを務めていたスティーヴ・カーンに代り、次作『グラス・ハウス』から正式にバンドメンバーとして参加している。
『ストーム・フロント』発表前、ビリー・ジョエルはバンドメンバーの入れ替えを行ったが、ドラムのリバティ・デヴィート、サックスのマーク・リヴェラと共に引き続き残留している。但し、同作の前に発表されたソ連公演の様子を収録した『コンツェルト-ライヴ・イン・U.S.S.R.-』には、ブラウンの代役としてケヴィン・デュークスが参加している。
他のアーティストの作品にも参加しており、ポール・マッカートニー、フィービ・スノウ、ジュリアン・レノン、ピーター・ポール&マリー、ボブ・ジェームズらの作品に参加している他、松田聖子が、SEIKO名義発表したアルバム『SOUND OF MY HEART』にもリバティ・デヴィートと共に参加している。

### 参加作品

#### ビリー・ジョエル
- 『ニューヨーク52番街』 - 52nd Street（1978年）
- 『グラス・ハウス』 - Glass Houses（1980年）
- 『ソングズ・イン・ジ・アティック』- Songs in the Attic（1981年）
- 『ナイロン・カーテン』 - The Nylon Curtain（1982年）
- 『イノセント・マン』 - An Innocent Man（1983年）
- 『ザ・ブリッジ』 - The Bridge（1986年）
- 『ストーム・フロント』 - Storm Front（1989年）